# Зволинский, Никита Вячеславович
Ники́та Вячесла́вович Зволинский (26 февраля 1906, Ярославль — 5 сентября 1995 года, Москва) — советский и российский учёный в области механики и педагог высшей школы, доктор физико-математических наук, профессор. Заслуженный деятель науки и техники РСФСР.

## Биография
Из дворянской семьи. Отец, Вячеслав Александрович, преподавал русскую словесность, служил в царской армии, был офицером, вступил и в Красную армию, участник Гражданской войны, в 1937 году был обвинён в антисоветской деятельности, арестован и в 1942 году расстрелян (реабилитирован в 1955). Мать — Изабелла Александровна Шмидт — была математиком. Вскоре после рождения сына семья переехала в собственное имение в Крюково под Москвой.
Получивший домашнее образование, Никита рано проявил математические способности, при этом выучил три языка, занимался музыкой, много читал. Современники характеризовали его как интересного молодого человека, но он принял решение посвятить себя церковному служению и в 1927 году, в период гонений на Церковь, поступил послушником в Высоко-Петровский монастырь в Москве, где в это же время подвизался будущий патриарх Пимен. После закрытия монастыря, не видя для себя карьеры музыканта, решает заняться наукой и поступает на механико-математический факультет МГУ (1931). Однако всего лишь через два месяца учёбы он был исключён из университета как социально чуждый элемент из-за дворянского происхождения.
Найдя поддержку у академиков Н. Н. Лузина и Л. С. Лейбензона, Зволинский сдает экзамены в университете экстерном, ведёт научную работу в ЦАГИ (1933—1944), защищает кандидатскую диссертацию на тему «Решение проблемы Дирихле при помощи средних арифметических» (1941). Участвует в семинаре теоретической группы в ЦАГИ под руководством академика С. А. Чаплыгина, учёный секретарь семинара.
После начала Великой Отечественной войны был выслан в Колпашево, преподает в эвакуированном в Колпашево педагогическом институте. В 1944 году по вызову Л. С. Лейбензона возвращается в Москву. По приглашению академика О. Ю. Шмидта приходит на работу в Институт теоретической геофизики АН СССР (впоследствии — Институт физики Земли). Преподает в артиллерийской академии. Совершенствуется в игре на фортепиано у композитора П. И. Васильева.
В начале 1950-х годов в составе комплексной экспедиции несколько дней провёл на Северном полюсе.
Доктор физико-математических наук (1949), тема диссертации «Некоторые задачи распространения колебаний в упругой среде с плоско-параллельными границами раздела». Преподавал в МФТИ.
С 1965 года работал в Институте проблем механики АН СССР, заведующий отделом динамики неупругих сред. Член национального комитета по теоретической и прикладной механике СССР
Подписал «письмо 99-ти» в защиту А. С. Есенина-Вольпина (1968).
В 1987 году по благословению архимандрита Иоанна Крестьянкина тайно постригся в монашество.

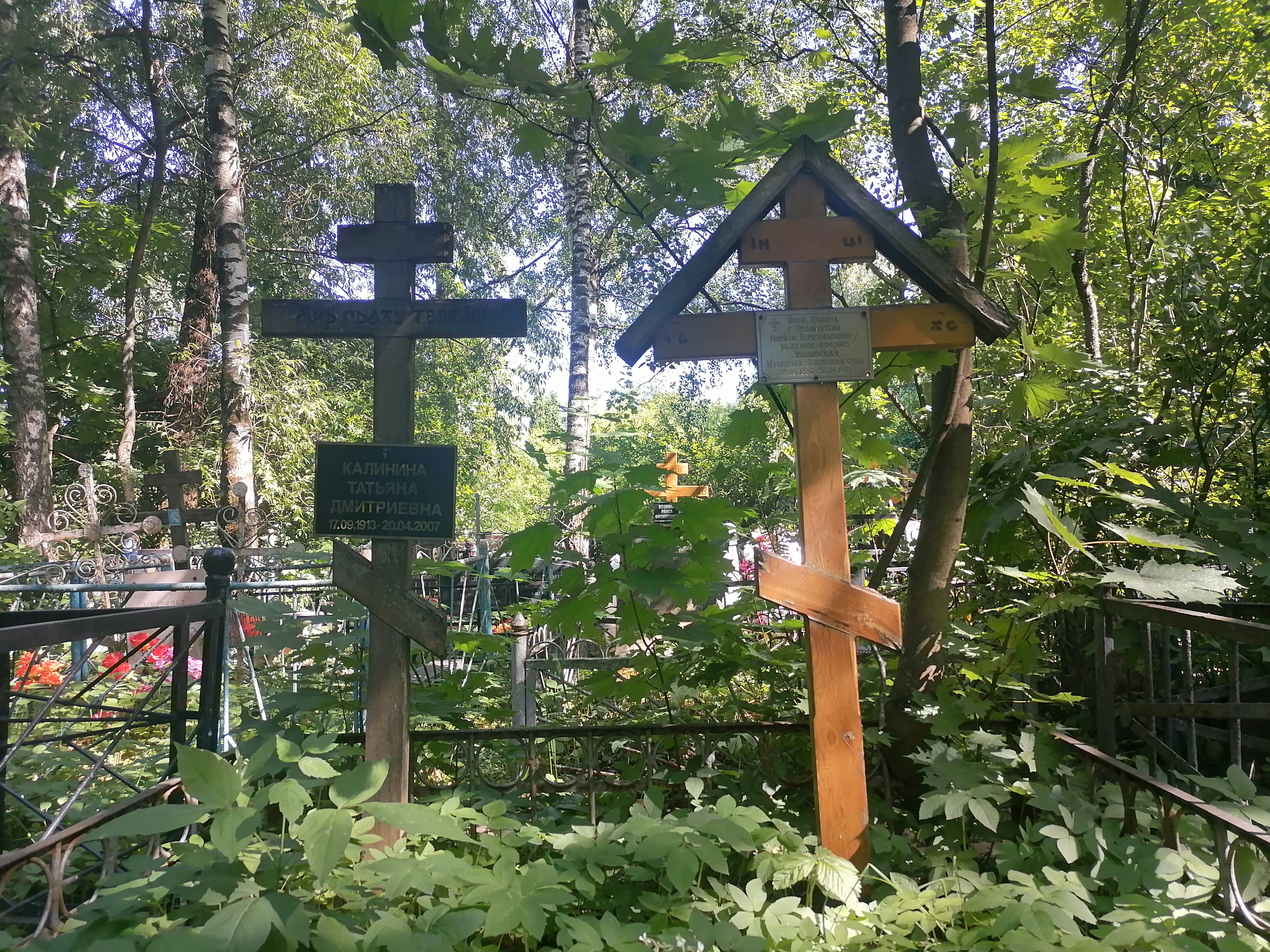
Могила на Покровском кладбище

Скоропостижно скончался, похоронен в Москве на Покровском кладбище (11 уч.).

## Научные интересы
Исследовал распространение взрывных волн в твердой неупругой среде.
Получил точное решение задачи об изгибе бруса сосредоточенной поперечной силой.

## Память
Обсуждался вопрос о присвоении имени Н. В. Зволинского улице в Зеленограде.